# Équipe de Tunisie de volley-ball en 1962
L'équipe de Tunisie de volley-ball dispute en 1962 le championnat du monde en URSS. Quatrième de son groupe au premier tour, la Tunisie s'incline en matchs de classement face à l'Albanie (0-3) avant de battre l'Autriche sur un score net. Le jour suivant, elle ne dispute pas son match face à l'Israël, elle est alors exclue de la compétition et rate ses cinq dernières rencontres face à l'Allemagne de l'Est, la Corée du Nord, l'Italie, la Mongolie et la Finlande.

## Matchs
| Date            | Lieu       | Adversaire  | Score                                                | Durée | Compétition | Meilleur marqueur | Référence |
| juin 1962       | Tunis      | Égypte      | 3-0                                                  | -     | A           | -                 |           |
| août 1962       | Alexandrie | Liban       | 1-3                                                  | -     | A           | -                 |           |
| 12 octobre 1962 | Moscou     | URSSPT      | 0-3 (11-15 1-15 2-15)                                | -     | CHM         | -                 |           |
| 13 octobre 1962 | Moscou     | ChinePT     | 0-3 (7-15 5-15 4-15)                                 | -     | CHM         | -                 |           |
| 16 octobre 1962 | Moscou     | Pays-BasPT  | 0-3 (3-15 9-15 3-15)                                 | -     | CHM         | -                 |           |
| 18 octobre 1962 | Kiev       | AlbanieMdc  | 0-3 (3-15 11-15 8-15)                                | -     | CHM         | -                 |           |
| 19 octobre 1962 | Kiev       | AutricheMdc | 3-0 (15-13 15-6 15-9)                                | -     | CHM         | -                 |           |
| 20 octobre 1962 | Kiev       | IsraëlMdc   | Exclusion de la compétition après son refus de jouer | -     | CHM         | -                 |           |

CHM : match du championnat du monde 1962.
PTPremier tour
MdcMatch de classement (11 à 20)

## Sélections
Sélection pour le championnat du monde 1962
- Hassine Belkhouja , Ridha Jaïet[1], Claude Boukhobza, Abdellatif Naili, Anouar Tebourbi, Kamel Lakhdhar, Cohen Gilbert, Max Fitoussi, Robert Sitbon, Gilbert Zakine
- Entraîneur :  Ernö Henning